# Омографы
Омо́графы (от др.-греч. ὁμός «одинаковый» + γράφω «пишу») — слова, которые совпадают в написании, но различаются в произношении (в русском языке чаще всего из-за различий в ударении). К омографам могут относиться как слова, имеющие разное значение, так и разные формы одного и того же слова.

## Омографы в русском языке
В русском языке омографы часто возникают из-за того, что ударение может ставиться на разные слоги. Например,
за́мок — замо́к
со́рок — соро́к
Другая распространённая причина появления омографов это факультативность написания буквы ё. Например, если опустить точки над буквой ё, то следующие слова станут омографами:
всё — все
чёрта — черта́
Омографами могут быть как совершено разные слова, так и однокоренные слова:
жа́ркое — жарко́е
А также словоформы одного слова. Например,
пчёлы — пчелы́
зи́мы — зимы́
Кроме того к омографам некоторые авторы могут относить и слова, которые значат одно и то же. Например, жаргонные произношения одного слова:
ко́мпас — компа́с
возбуждён — возбу́жден
экспе́рт — э́ксперт
Формы повелительного и изъявительного наклонений глаголов 2-го лица множественного числа могут совпадать по написанию, но различаться в произношении, если обе формы оканчиваются на -ите:
смотри́те — смо́трите
учи́те — у́чите
входи́те — вхо́дите

## Омографы в других языках
В английском языке омография возникает в частности из-за существительных, произошедших от многих глаголов в результате переноса ударения на первый слог. Например,
conflíct (глагол «конфликтовать») — cónflict (существительное «конфликт»)
Кроме того, в английском довольно часта ситуация, когда омографы могут возникнуть не только из-за разного ударения. Например:
- read /ˈriːd/ (глагол «читать» в настоящем времени) — read /ˈrɛd/ (глагол «читал» в прошедшем времени).

В португальском часта ситуация, когда омографы возникают из-за разности в открытии или закрытии ударной гласной. К примеру:
- порт. sede (с закрытым произношением ударной гласной — «жажда») — порт. sede (с открытым произношением ударной гласной — «центр», «резиденция»)

В латышском языке омографию иногда создают тональные различия, обычно не указываемые при письме:
- латыш. zāle ([ zâ:le ]: с прерывистой (восходяще-нисходящей) интонацией долгой гласной «a» — «трава») — латыш. zāle ([ zã:le ]: с длительной интонацией долгой гласной «a» — «зал»)
- латыш. kārts ([ kã:rts ]: с длительной интонацией долгой гласной «a» — «шест») — латыш. kārts ([ kà:rts ]: с нисходящей интонацией долгой гласной «a» — «карта (игральная)»)
- латыш. loks ([ lũõ:ks ]: с длительной интонацией дифтонга «uo», графически обозначаемого буквой «o» — «лук (зелёный)») — латыш. loks ([ luòks ]: с нисходящей интонацией дифтонга «uo» — «кривая», «изгиб»).[3]